# Militär själavårdspersonal

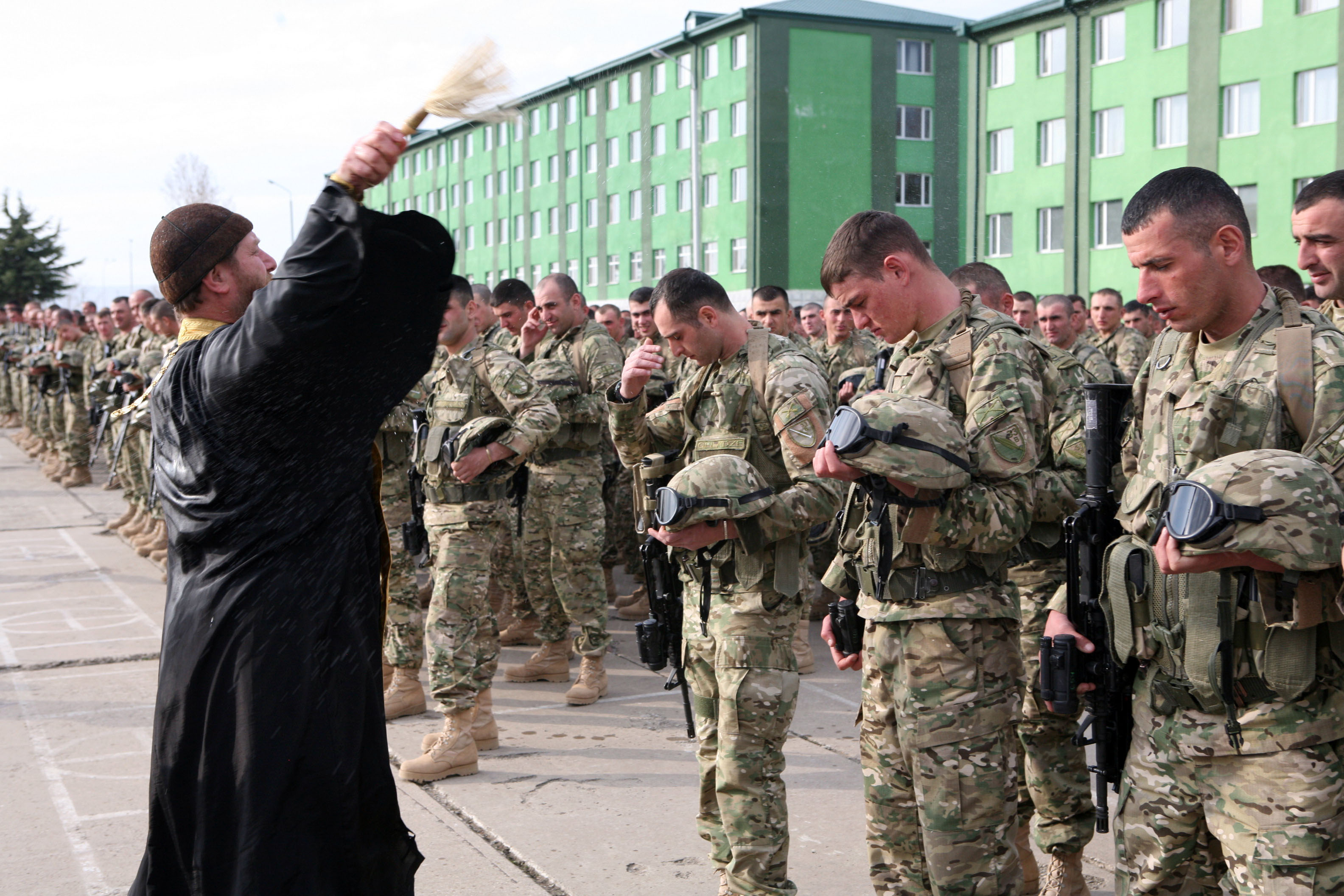
En georgisk fältpräst välsignar en bataljon innan avfärden till Afghanistan.

Militär själavårdspersonal, även kallade krigspräster eller fältpräster, är en personalkategori i många länders försvarsmakter, som har till uppgift att medverka vid soldaternas religionsutövning, som gudstjänster, firande av religiösa högtider och annat som i det civila livet utförs av det egna samfundet. En särskilt viktig del av den militära själavården är att hjälpa soldaterna att hantera döden. Det kan ske genom själavårdande samtal, genom den militära själavårdspersonalens deltagande i militära begravningar och genom det vardagliga gudstjänstlivet. 
Alltefter landets och militärens religiösa sammansättning kan den militära själavårdspersonalen tillhöra olika religioner och olika trossamfund. Militär själavårdspersonal har samma folkrättsliga skydd som sjukvårdspersonal.

## Danmark
Prästerna i den danska försvarsmakten kallas værnspræster. Som chef för den militära själavården finns en militärprost, værnsprovst, för varje försvarsgren; en fältprost för armén, en örlogsprost för marinen och en flygarprost för flygvapnet. Militärprostarna ingår i respektive försvarsgrensstab. De är i religiöst hänseende underställda biskopen av Köpenhamn.
De danska militärprästerna är alla präster i den danska statskyrkan, som samtidigt som de verkar som församlingspräster i en civil församling är deltidstjänstgörande i försvarsmakten. Det fanns år 2002, 96 fältpräster för armén, 7 örlogspräster för marinen och 15 flygarpräster för flygvapnet. Fältprosten är tillika kyrkoherde vid Kastelskirken i Köpenhamn. Örlogsprosten är tillika kyrkoherde för Holmens kirke i Köpenhamn och kontraktsprost för Holmens kontrakt, där även Kastellkyrkans församling ingår. Till tjänsten som flygarprost är ingen särskild civil kyrklig befattning knuten. Till de danska militärprästerna räknas även de värnpliktiga teologerna. Det är värnpliktiga som avlagt teologisk ämbetsexamen men ännu inte prästvigts.
De danska militärprästerna står utanför den militära rangordningen. De bär dock gradbeteckningar som anger deras grad som militärpräster (präst, prost eller värnpliktig teolog).

## Finland

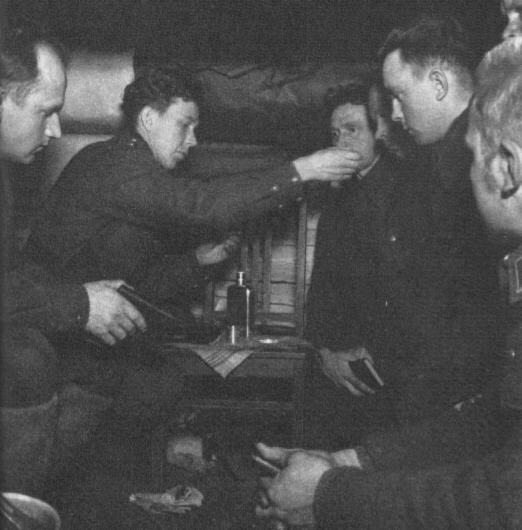
Militärpastor Jorma Heiskanen utdelar nattvarden i en korsu på Kollaafronten 1940.

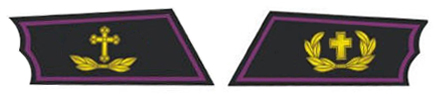
Tjänstegradstecken för finska fältpräster. Till vänster ortodox militärpastor; till höger luthersk fältprost.

I den finländska försvarsmakten kallas den militära själavårdspersonalen militärpräster och militärdiakoner. Militärprästerna ansvarar för den militära själavården, och det finns både lutherska och ortodoxa militärpräster. Vid mobilisering, repetitionsövningar och vid internationella uppdrag kan själavården även skötas av militärdiakoner. Det finns 26 heltidsanställda militärpräster och ca 20 deltids- och arvodeanställda. Förutom dessa finns det värnpliktiga präster, präster och diakoner i reserven samt präster och diakoner som tjänstgör vid de finländska trupperna i internationell uppdrag.
Militärprästerna tillhör befälet. De bär uniform i tjänsten, men under gudstjänster och kyrkliga förrättningar bär de prästdräkt. I stället för militär gradbeteckning bär militärprästerna tjänstegradstecken.
| Grad          | Jämställd grad  |
| ------------- | --------------- |
| Militärpastor | Major           |
| Fältprost     | Överstelöjtnant |
| Fältbiskopen  | Generalmajor    |

I den militära hierarkin jämställs militärdiakoner med militärtjänstemän.

## Frankrike

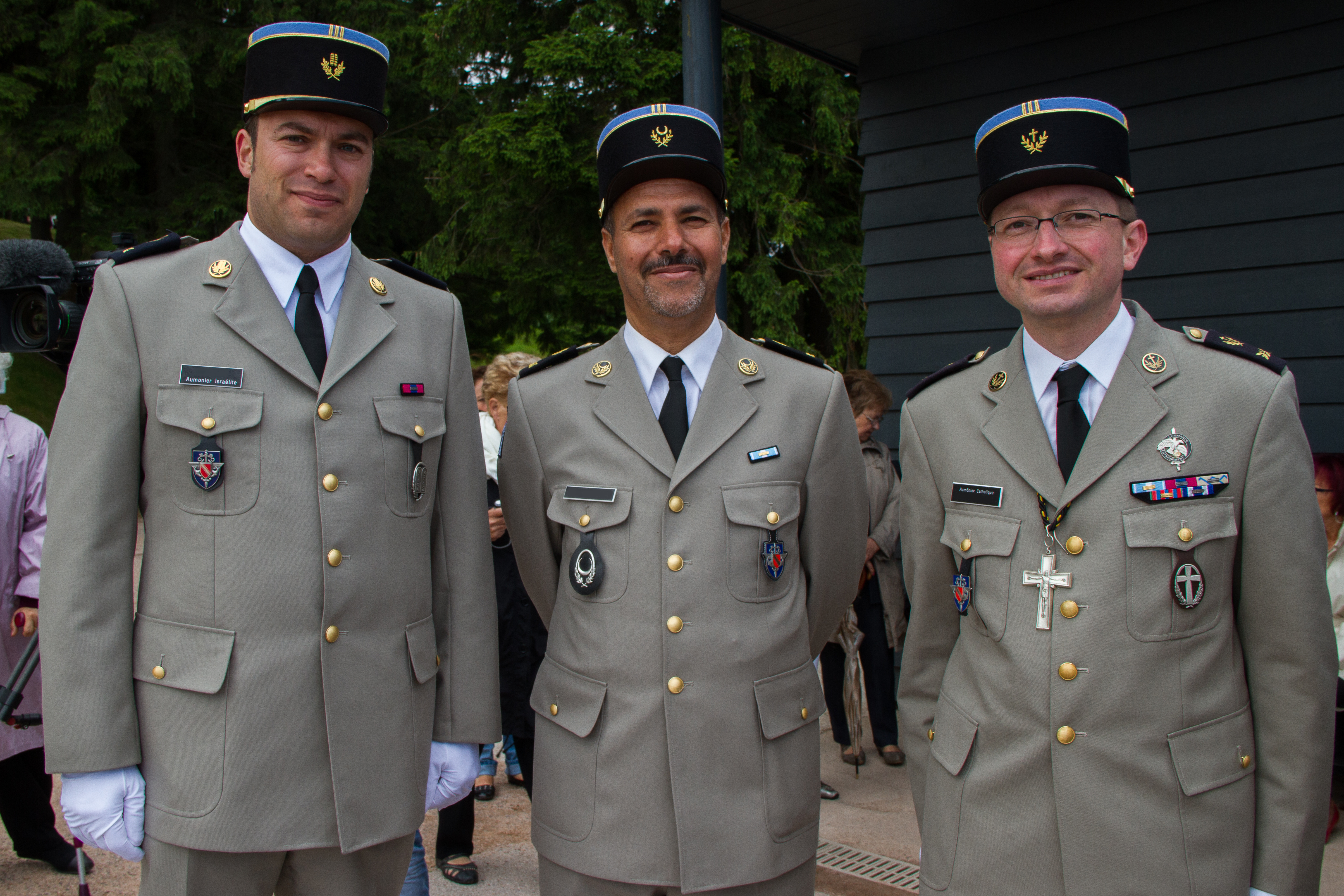
Från vänster: judisk fältrabbin, muslimsk fältimam, katolsk fältpräst.

Den militära själavårdspersonalen i Frankrike administreras av Sjukvårdstjänsten (franska:Service de la santé), en egen försvarsgren, men de tjänstgör i de andra försvarsgrenarna. 
- Kristen själavårdspersonal
- Judisk själavårdspersonal
- Muslimsk själavårdspersonal

- Se även: Militära själavårdspersonalens grader i Frankrike
- Extern länk: L'aumônier militaire dans sa hiérarchie

## Norge

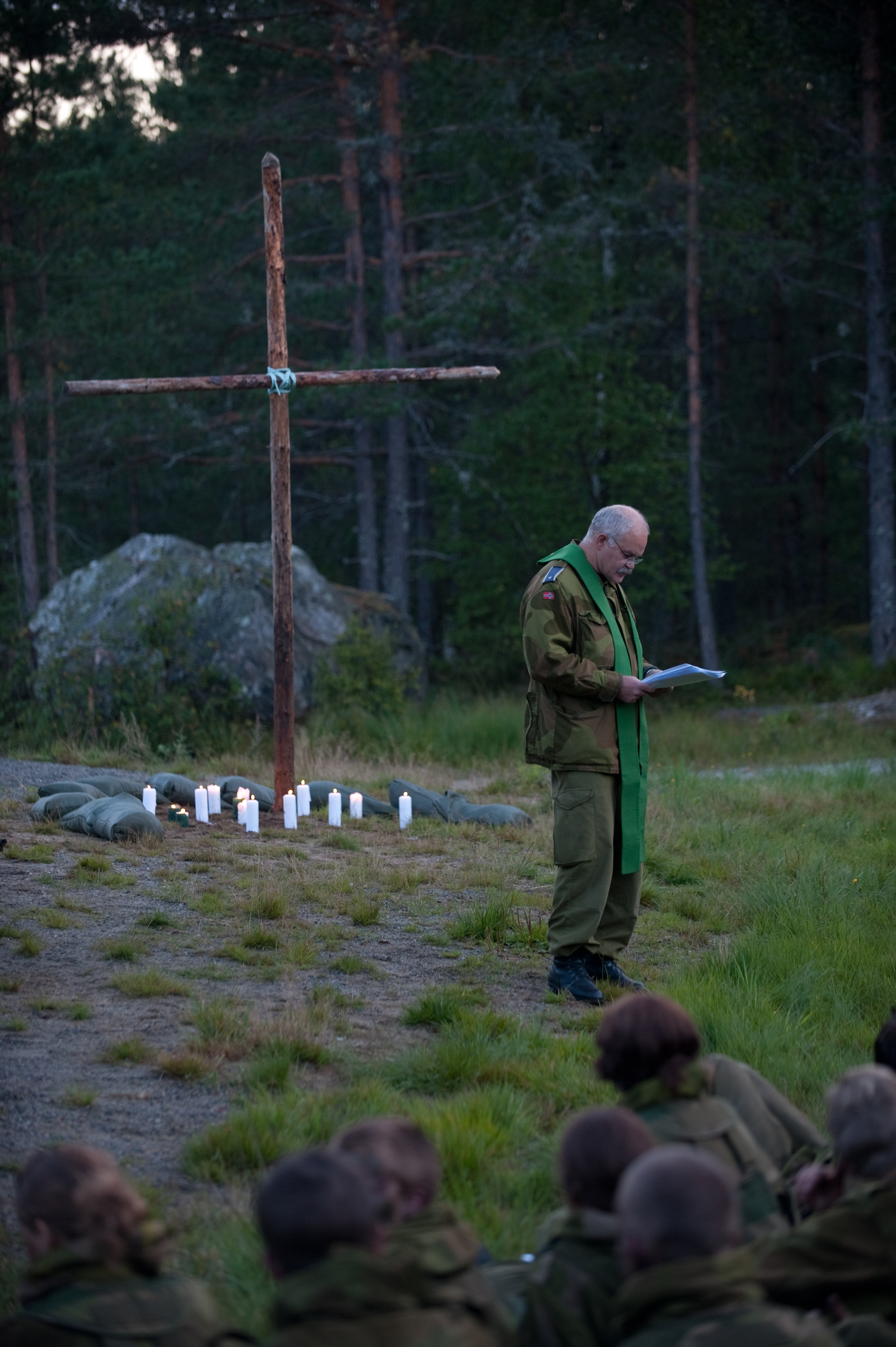
Norsk fältpräst håller fältgudstjänst.

Den norska försvarsmaktens fältpräster ansvarar för den militära själavården oberoende av trossamfund, och tillhör Feltprestkorpset (FPK), en försvarsgrensövergripande personalkår. Kårens chef är feltprosten, som ingår i den norska försvarsstaben. Fältprosten är som stabsofficer religiös och etisk rådgivare till chefen för den norska försvarsmakten. Fältprästkåren fungerar även som ett kontrakt (prosteri) inom Oslo stift och är i religiöst hänseende underställt biskopen i Oslo.
Fältprosten har överstes grad. I övrigt kan norska fältpräster ha militära grader från sergeant till överstelöjtnant.
- Externa länkar: 
  - Feltprestkorpset[död länk]
  - Feltpresters distinksjoner

## Ryssland

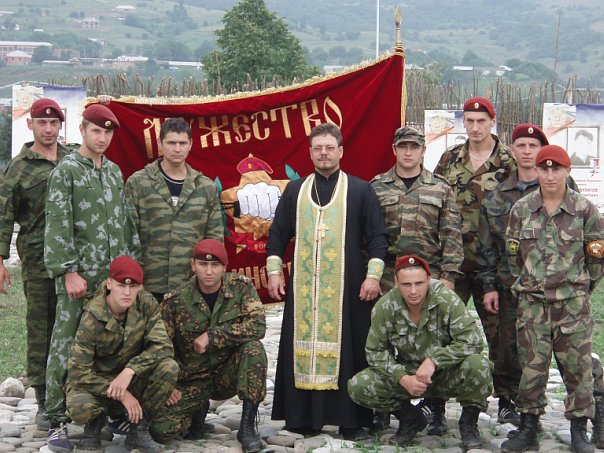
Specialförbandssoldater från Ryska federationens inrikestrupper med fana och fältpräst.

Bolsjevikerna avskaffade den ryska arméns militära själavårdspersonalen i januari 1918 och 3 700 fältpräster avskedades. Sedan 1997 har den ryska ortodoxa kyrkan haft rätt att verka inom den Ryska federationens militär. Kyrkan föreslog 2006 att Rysslands traditionella religioner gemensamt skulle återupprätta den militära själavårdspersonalen.  Samma år utarbetade militärauditoriatet ett förslag om införande av militär själavårdspersonal från de ortodoxa, muslimska, judiska och buddhistiska trosgemenskaperna. 2007 började i Sankt Petersburg en tio månades kateketkurs för militärer och civilanställda. 2009 utfärdade chefen för generalstaben direktiv om inrättande av befattningar som ställföreträdande chefer med ansvar för den militära själavården. Året därpå fastställdes ett reglemente för deras verksamhet. 2011 fanns det omkring 120 fältpräster och en fältimam. Under Putins andra presidentperiod har ansträngningarna för att rekrytera fler ökat. Den nye försvarsministern Sergej Shoigu har visat den iver som hans företrädare inte hade. 2013 antog den ortodoxa kyrkan ett regelverk för sina fälprästers arbete.

## Schweiz
Den schweiziska försvarsmakten har fältpräster från de katolska och protestantiska statskyrkorna, men inga från frikyrkorna. De protestantiska kan även vara kvinnor. Varje bataljon har sedan sin egen fältpräst. Dessa lyder under en tjänstegrenschefer för den militära själavården i varje brigad och försvarsområde. Dessa lyder i sin tur under tjänstegrenschefen för den militära själavården i den schweiziska arméstaben.
Schweiziska fältpräster (Feldprediger), diakoner (Feldprediger Diakon) och församlingsassistenter (Feldprediger Pastoralassistent) kallas sedan 2003 Armeeseelsorger, och alla har graden Hauptmann Armeeseelsorger och tjänsteställning som kapten, oberoende av innehavd befattning. För att bli fältpräst krävs genomgången militär grundutbildning, fälttjänstduglighet, genomgången teologisk utbildning på akademisk nivå samt prästvigning eller motsvarande.
- Extern länk: Armeeseelsorge

## Sverige
De svenska fältprästernas historia går tillbaka till 30 april 1535 då konung Gustav I kommenderade in 4 präster i sjöförsvaret. Tio år senare, 1545 fick hären sina första präster. År 1621, då fältkonsistoriet inrättades, var samtliga regementspräster och ryttarpräster medlemmar. Dessa kategorier tillsammans kallades fältpräster. Den militära själavården fick en modern form 1962. Den militära själavården skulle ledas av en fältprost som skulle ingå i dåvarande Försvarsstaben, nuvarande Högkvarteret. En stabspastor skulle finnas vid varje militärområde (MB-stab), och varje försvarsgren, det vill säga armén, marinen och flygvapnet, skulle ha en militärpastor. Rekryteringsbasen var präster i de ordinarie församlingarna i Svenska kyrkan. Fältpräster ingick i försvarets krigsförband på fördelningsnivå med placering i sektion III. I organisationen skulle det ingå en ordinarie fältpräst och en ställföreträdande fältpräst. Den ene av dem skulle vara präst i Svenska kyrkan, den andre pastor från något frikyrkosamfund.
Militärpastorer tjänstgör inom officersnivå CF 2 med kaptens tjänsteställning men har ingen befälsrätt och anbringar ett kors istället för gradbeteckning.
Sedan 1997 leds den militära själavården centralt av en heltidsanställd fältprost. Fältprosten är anställd av Försvarsmakten, men kostnaden delas mellan Försvarsmakten och Svenska kyrkan. Fältprosten har ett nationellt ansvar för den militära själavården. Tjänsten är idag placerad inom Försvarsmaktens insatsstab. I Högkvarterets personalstab ingår en stabspastor, som ansvarar för själavården för Högkvarterets personal och för personalen vid Försvarsmaktens logistik. Vid varje militärdistrikt finns en militärpastor som leder den regionala verksamheten. Under dessa finns fältpastorer (värnpliktiga präster och pastorer krigsplacerade som själavårdspersonal). Dessutom finns en eller flera bataljonspastorer med utlandsuppdrag. Befattningen utövas oavsett trosinriktning. I religiösa frågor representerar fältpastorn sitt eget trossamfund, men skall ordna kontakt med fältpastorer från andra trossamfund. Det finns också en fältpastor i varje hemvärnsbataljonsstab. Fältpastorn ska vara vigd/ordinerad inom de av svenska staten erkända trossamfunden samt ha teologisk examen eller utbildning.
Fältpastorn ansvarar för den militära själavården vid förband enligt förbandschefens anvisningar. Fältpastorn skall därvid:
- utarbeta underlag för själavårdens ledning
- genomföra korum, minnesgudstjänster och kyrkliga handlingar
- genomföra enskild själavård
- utbilda i krisstöd och folkrätt.
- på begäran utföra de vanliga kyrkliga tjänsterna som vigsel och dop och liknande.
- En särskild uppgift är att stödja verksamheten vid soldathemmen.